# Perito informatico
Il perito informatico è una figura professionale che opera nelle discipline tecniche e organizzative legate all'informatica.

## Competenze professionali
Il corso di studi di Perito industriale in Informatica fornisce le conoscenze necessarie per analizzare, dimensionare, gestire e progettare piccoli sistemi per l'elaborazione, la trasmissione, l'acquisizione delle informazioni sia in forma simbolica che in forma di segnali elettrici.
Un perito informatico è capace di risolvere problemi di automazione in applicazioni di vario tipo, specialmente tecnico-industriali e scientifiche. Inoltre ha le conoscenze di base necessarie per partecipare alla realizzazione e alla gestione di grandi sistemi di automazione basati sull'elaborazione dell'informazione digitale anche online.

## La formazione
Il percorso di studi, sviluppato nell'ambito dell'ordinamento scolastico italiano vigente sino alla riforma scolastica Gelmini con le successive equipollenze, si articolava in un biennio comune e un triennio di specializzazione. Il corso di studi è confluito nell'Istituto tecnico tecnologico a indirizzo Informatica e telecomunicazioni.

### Pre-riforma Gelmini: III, IV e V anno
Materie di studio:
- Lingua e lettere italiane; Storia ed educazione civica; Lingua inglese; Matematica generale, applicata e laboratorio; Elettronica e laboratorio; Informatica generale, applicazioni tecnico-scientifiche e laboratorio; Sistemi, automazione e laboratorio; Calcolo della probabilità e statistica, Educazione fisica; Religione o attività alternative.

### Post-Gelmini: III, IV e V anno
Materie di studio:
- Lingua e lettere italiane; Storia ed educazione civica; Lingua inglese; Matematica generale, Telecomunicazione (Elettronica) e laboratorio; Informatica generale, applicazioni tecnico-scientifiche e laboratorio; Sistemi, automazione e laboratorio; Tecnologie e progettazione di sistemi informatici e telecomunicazioni; Gestione aziendale; Educazione fisica; Religione o attività alternative.